# Северо-Западный район (Владикавказ)
Северо-Западный район — один из четырёх внутригородских районов Владикавказа (Республика Северная Осетия-Алания, Россия).

## География
Занимает северо-западную часть города.

## Население
| 2002     | 2009     | 2010     | 2011     | 2012     | 2013     | 2014     | 2015     | 2016     |
| -------- | -------- | -------- | -------- | -------- | -------- | -------- | -------- | -------- |
| 105 026  | ↘103 181 | ↗104 711 | ↘104 661 | ↘104 298 | ↘103 925 | ↘103 575 | ↗103 809 | ↘103 421 |
| 2017     | 2018     | 2019     | 2020     | 2021     | 2023     | 2024     | 2025     |          |
| ↗103 774 | ↘103 449 | ↘102 888 | ↘102 311 | ↗110 559 | ↘108 418 | ↗108 833 | ↗108 916 |          |

## История
Указом Президиума Верховного Совета РСФСР от 10 июля 1962 года в г. Орджоникидзе (ныне Владикавказ) были образованы 2 Ленинский и Промышленный районы, а к 1977 году был выделен новый, Советский район, который в 1990-е годы был разделён на Затеречный и Северо-Западный районы.